# Enneadesmus mariae
Enneadesmus mariae är en skalbaggsart som beskrevs av Pierre Lesne 1935. Enneadesmus mariae ingår i släktet Enneadesmus och familjen kapuschongbaggar. Inga underarter finns listade i Catalogue of Life.